# Одзия
Одзия (яп. 小千谷市 Одзия-си) — город в Японии, расположенный в центральной части префектуры Ниигата. Основан 10 марта 1954 года, путём слияния посёлка Одзия и сёл Сирокава, Сенда уезда Китауонума.
Площадь города составляет 155,12 км², население — 36 814 человек (1 августа 2014), плотность населения — 237,33 чел./км².

## Культура
В городе и окрестностях проводится несколько ежегодных фестивалей, в том числе фестиваль фейерверков и игры с быками.
В городе Одзия родился, там же умер и теперь является его почетным гражданином японский поэт Дзюндзабуро Нисиваки.